# Being-a-Ning
Being-a-Ning ist ein Musikalbum des Silke Eberhard Trio mit Jan Roder und Kay Lübke. Die am 25. und 26. März 2024 im Studio Zentrifuge in Berlin entstandenen Aufnahmen erschienen am 14. März 2025 auf Intakt Records.

## Hintergrund
Being-a-Ning ist das fünfte Album des Trios der Saxophonistin Silke Eberhard. Der Titel des Albums ist von Thelonious Monks „Rhythm-A-Ning“ inspiriert und ist eine Hommage an den Jazz-Giganten, die gleichzeitig die thematische Namenskonvention des Trios fortführt, notierte Mark Corroto. Die vorherigen Alben Being (2008) und What a Beauty Being (2011) erschienen bei Jazzwerkstatt, gefolgt von The Being Inn (2017) und Being the Up and Down (2021) bei Intakt Records.

## Titelliste
- Silke Eberhard Trio With Jan Roder And Kay Lübke: Being-a-Ning (Intakt CD 435)[2]

1. What’s in Your Bag 4:35
2. Golden Fish 5:24
3. Sao 4:55
4. Hans im Glück 1:42
5. New Dance 3:37
6. Stranger Bossa 4:05
7. Being-a-Ning 5:35
8. Lake 4:33
9. Die Urwald II 6:42
10. Rubber Boots 5:23

Die Kompositionen stammen von Silke Eberhard.

## Rezeption
Nach Ansicht von Mark Corroto, der das Album in All About Jazz rezensierte, hätten schon die vorangegangenen Alben Eberhards allesamt „die schwer fassbare Natur des Seins“ durch furchtlose Improvisation und scharfsinnige kompositorische Ideen erforscht. Die Altsaxophonistin sei für ihren ausdrucksstarken Ton und ihre Experimentierfreude bekannt. Ihr Stil sei kühn – intellektuell anspruchsvoll und doch emotional berührend. Sie würde sich seit langem von mutigen Innovatoren wie Charles Mingus, Eric Dolphy und Ornette Coleman inspirieren lassen, deren Einfluss in der spontanen Energie und strukturellen Elastizität des Trios spürbar sei. Zeitgenössischer betrachtet, würde ihr Ansatz dem von Steve Lehman und Steve Coleman ähneln – beides Altsaxophonisten, die komplexe rhythmische Systeme und zukunftsweisende Strukturen nutzen, ohne den menschlichen Puls der Musik zu verlieren. Being-a-Ning sei ein mutiges Statement eines Trios, das vom Risiko lebe und beweise, dass experimentierfreudiger Jazz immer noch frisch, geerdet und unglaublich lebendig klingen könne.